# Sportovec roku 1963
Sportovec roku 1963 byl pátý ročník ankety sportovních novinářů o nejlepšího sportovce Československa. Vítězem se stal veslař Václav Kozák, který se toho roku v Kodani stal mistrem Evropy ve skifu. V kolektivech nejvíce hlasů získali házenkáři Dukly Praha, kteří v roce 1963 vyhráli Pohár mistrů evropských zemí.

## První desítka jednotlivci
1. Václav Kozák (veslování)
2. Ludvík Daněk (atletika)
3. Svatopluk Pluskal (fotbal)
4. Eva a Pavel Romanovi (krasobruslení)
5. Josef Němec (box)
6. Ludmila Veberová (kanoistika)
7. Vladimír Andrs – Pavel Hofmann (veslování)
8. Hans Zdražila (vzpírání)
9. Jiří Švec (zápas)
10. Věra Čáslavská (sportovní gymnastika)

## První trojka družstva
1. házenkáři Dukly Praha
2. tenisté Galeova poháru
3. fotbalisté Dukly Praha